# Ahuízotl (gobernante)
Ahuízotl (del náhuatl Āhuitzōtl "espinoso de agua" o "espinas de río" aːˈwit͡sot͡ɬⓘ) fue un militar y religioso, octavo huey tlatoani de los mexicas.

## Etimología
Popular e incorrectamente se tradujo durante mucho tiempo como "perro de aguas", siendo que etimológicamente su nombre deriva de 'a-' de ātl - 'agua'; '-huitz-' de huitztli - 'espina'; y la terminación (o)-'tl', los dos últimos elementos constituyen el sintagma huitzoh, que significa "espinoso", por lo que tenemos la traducción alternativa de Ahuitzotl como espinoso del agua. Su nombre y el símbolo que le distingue en los códices provienen de la criatura homónima.

## Biografía
Ahuitzotl gobernó del 10 de septiembre de 1486 al 2 de septiembre de 1502. Fue el huey tlatoani que llevó a los mexicas en un tiempo relativamente corto a dominar prácticamente todo el centro y sur de los actuales territorios de México (Guatemala incluida, desde el Golfo de México hasta el océano Pacífico). Los guerreros mexicas eran acicateados por la figura de su tlatoani, un gobernante guerrero que no dudaba en ir al frente de las batallas.

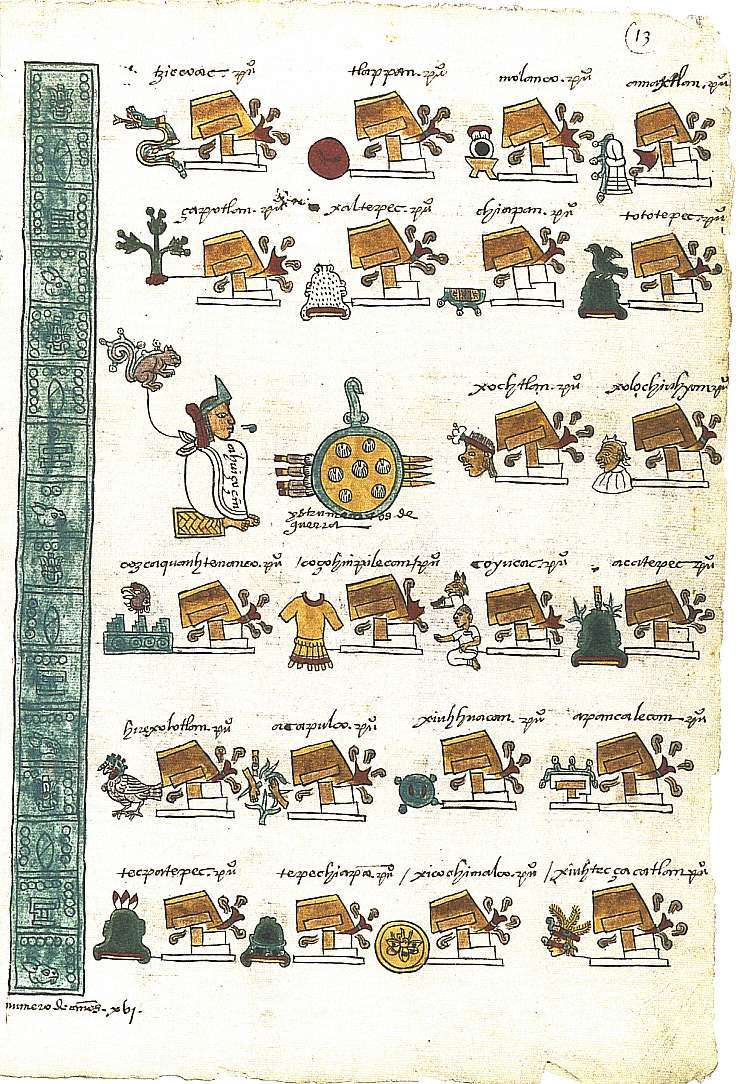
Las conquistas de Ahuitzotl registradas en el Códice Mendocino.

Además de ampliar su imperio por la fuerza, supo convencer y comerciar con los pueblos vencidos, abriendo las puertas del imperio a pueblos más alejados.
En 1487, el tlatoani inauguró el Gran Teocalli o Templo Mayor.

### Muerte
Ordenó la construcción de un acueducto para llevar agua de Coyoacán a Tenochtitlán en 1499, el cual se rompió y provocó una inundación en la que murió mucha gente. Se dice, que en este desastre Ahuitzotl se golpeó la cabeza al pasar por una puerta baja, lo que le traería consecuencias que lo llevaron a su muerte, tres años después en 1502.

## Vestigios de su tiempo
En el 2006, un equipo de arqueólogos mexicanos encontraron el monolito de Tlaltecuhtli, el cual podría ser considerado la lápida mortuoria de la tumba de Ahuitzotl. Ubicado en un predio entre las calles de Argentina y Guatemala, a un lado del Templo Mayor, en el centro histórico de la Ciudad de México. Los trabajos de excavación continúan en proceso en el gigantesco monolito con la imagen de Tlaltecuhtli, y la fecha diez conejo, además de la ubicación lo que motiva especulaciones en el sentido de que se trata de la tumba del último gobernante azteca en ser enterrado de acuerdo a los rituales tradicionales antes de la llegada de los conquistadores españoles.
Después de Ahuitzotl le sucedió en el poder su sobrino Moctezuma Xocoyotzin.